# Первая Международная конференция по тензорной дифференциальной геометрии и её приложениям

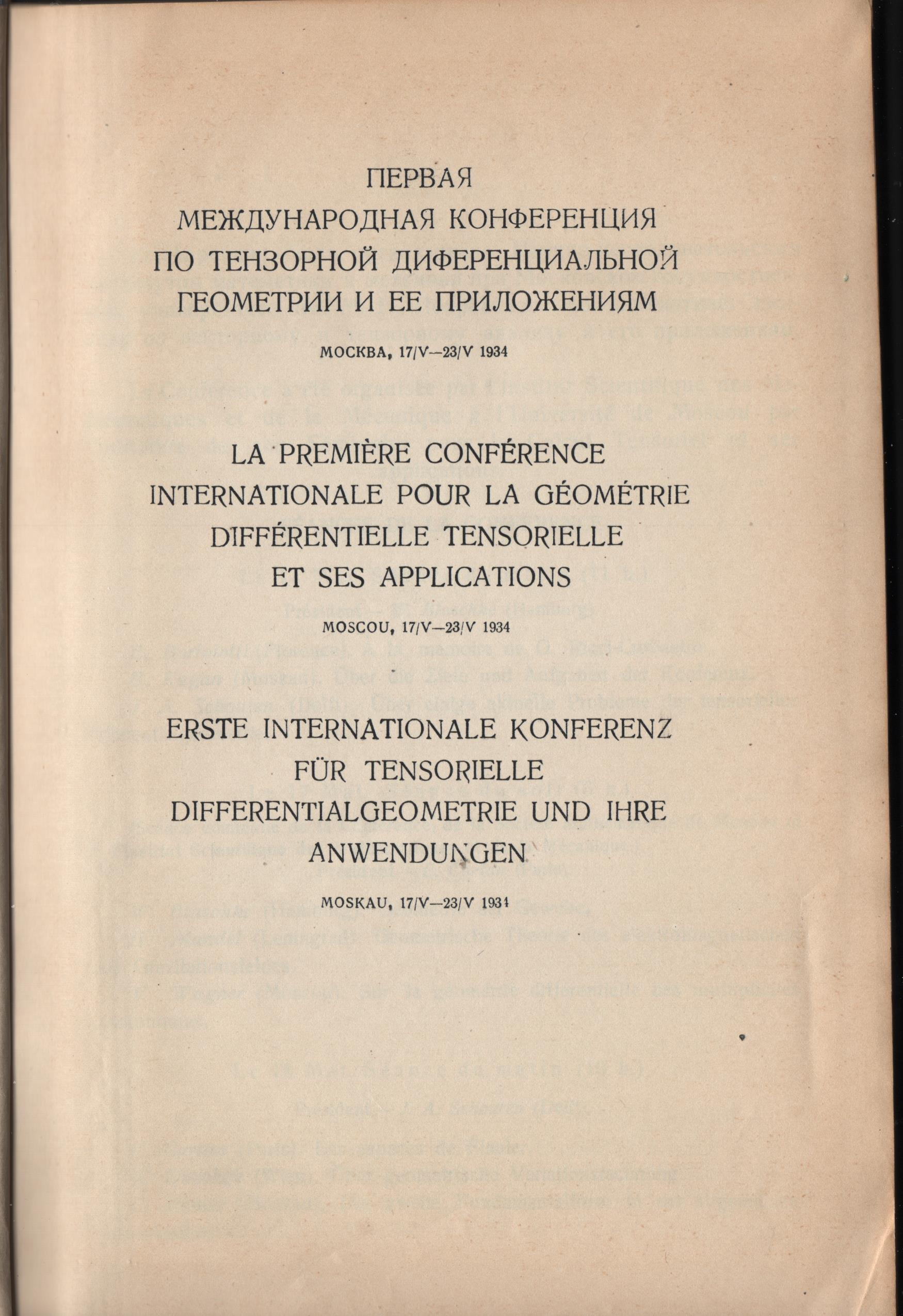
Страница с названиями конференции на трёх языках из четвёртого выпуска трудов семинара

Пе́рвая Междунаро́дная конфере́нция по те́нзорной дифференциа́льной геоме́трии и её приложе́ниям (фр. La première Conférence internationale pour la Géométrie différentielle tensorielle et ses Applications; нем. Erste internationale Konferenz für tensorielle Differentialgeometrie und ihre Anwendungen) — первая международная математическая конференция, проходившая в Москве с 17 по 23 мая 1934 года, за месяц до II Всесоюзного математического съезда в Ленинграде. Тематика конференции —  тензорная дифференциальная геометрия. Председатель оргкомитета конференции — профессор Московского университета В. Ф. Каган.
Конференция состоялась по инициативе руководителя Семинара по векторному и тензорному анализу и его приложениям и была организована Научно-исследовательским институтом математики и механики при Московском государственном университете им. М. Н. Покровского с участием крупнейших учёных со всего мира. Эта конференция сыграла важнейшую роль в последующем становлении и развитии векторного и тензорного анализа и на многие годы сформировала её базовые научные направления.
Доклады конференции были предоставлены на французском и немецком языках. В четвёртом выпуске трудов семинара, который полностью посвящен конференции, имеется перевод почти всех докладов (полный или частичный) на русский язык.

## История создания конференции
Долгое время в Москве работала школа дифференциальных геометров под руководством В. Ф. Кагана, которая имела не только отдельный предмет своего исследования, но и метод работы: тензорный анализ (аналогичное направление в Казани возглавлял П. А. Широков).
В 1927 году профессором В. Ф. Каганом в Научно-исследовательском институте математики и механики был основан «Семинар по векторному и тензорному анализу с их приложениями к геометрии, механике и физике», ядро которого и составляет эта школа. Первоначальная школа, основанная отцом тензорного исчисления Риччи и которую развили Леви-Чивита, Схоутен, Вейль, Картан и другие, нашла в Москве своих последователей. Семинар проводил коллективные исследования в области дифференциальной геометрии, с которой тесно связано тензорное исчисление.
Осенью 1933 года вышел первый выпуск «Трудов Семинара по векторному и тензорному анализу с их приложениями к геометрии, механике и физике». По этому поводу возникла международная переписка, в основном с профессорами Схоутеном и Хлавати. Возникло предложение организовать в Москве конференцию узкого круга математиков. Это предложение вызывало сомнения вследствие интернационального характера будущей конференции. Но итоге в 1934 г. конференция была созвана Научно-исследовательским институтом математики и механики при Московском университете.
Созыв конференции связывают с деятельностью А. Н. Колмогоров, который 1 декабря 1933 года стал директором Института математики Московского университета. Сразу возник план создания целой серии конференций по различным частным областям математики, первой из них и была данная конференция.

## Протекание конференции
В конференции принимали участие многие видные советские учёные (из Москвы, Ленинграда, Минска, Харькова, Казани, Воронежа, Одессы и др., в их числе В. Ф. Каган, Д. М. Синцов, С. П. Фиников, Я. С. Дубнов, Ц. Л. Бурстин, Н. Г. Чеботарёв, А. М. Лопшиц, Ю. Б. Румер, А. Н. Колмогоров, А. П. Норден, П. К. Рашевский, В. В. Вагнер) и зарубежные 12 математиков из семи стран: Франции (Э. Ф. Картан), Германии (В. Бляшке и Э. Келер), Италии (Э. Бортолотти и П. Бургатти), Нидерландов (Я. А. Схоутен), Австрии (А. Душек), Польши (А. Гоборский, Ст. Голомбом и А. Вундгейлер) и Чехословакии (В. Хлавати). Французский математик Картан сделал три доклада), Вундгейлер выступил с известным докладом об алгебраической классификации различных геометрий с помощью инвариантов группы симметрий пространства, предложенной в 1872 году Ф. Клейном (Эрлангенская программа).
Конференция была открыта на первом утреннем заседании 17 мая 1934 года, протекавшего под председательством профессора В. Бляшке (Гамбург). Первый доклад, посвящённый памяти основоположника тензорного анализа Грегорио Риччи-Курбастро, прочитал профессор Э. Бортолотти (Флоренция). Затем профессор В. Ф. Каган Москва определил актуальные задачи конференции. Завершилось заседание докладом профессора Я. А. Схоутена (Делфт) «О некоторых актуальных проблемах векторного или тензорного анализа». Иностранные делегаты отмечали в своих выступлениях, что организация специализированных математических конференций очень важны, и что инициатива Московского института математики и механики особенно ценна.
Докладами конференции заинтересовались не только геометры, но и математики других направлений. В частности, вечернее заседание 17 мая и утреннее заседание 23 мая прошли совместно с представителями Московского математического общества и Научно-исследовательского института математики и механики. Также вечерние заседания 18 и 20 мая были 
расширены за счёт представителей семинара по тензорному и векторному анализу.
Резолюция конференции была принята на заключительном заседании 23 мая, в которой конференция

констатирует, что попытка собрать научных работников-сотоварищей по специальной дисциплине, в которой они работают, —
вполне удалась. Конференция усматривает существенные результаты своей работы не только в сделанных докладах и в последовавших за ними дискуссиях, но особенно в организации групп ученых для плановой работы.

В выступлении на II Всесоюзном съезде в Ленинграде Г. Б. Гуревич отметил значение конференции, сказав,

что она представляет новый метод организации международной научной связи в области математики. До сих пор математические съезды всегда затрагивали вопросы всей математики. Здесь впервые в области математики выдвигается специальная конференция, посвящённая узко очерченному кругу вопросов.

## Программа конференции
Программа конференции (фр. Séances de la Conférence) составлена на французском и немецком языках. Ниже приведён список представленных докладов в переводе на русский язык, который фактически является оглавлением раздела сборника с тестами докладов (в сборнике отсутствуют только тексты трёх докладов: 22 мая Финикова, 23 мая Келера и Бляшке).
Доклады конференции были предоставлены на французском и немецком языках. В четвёртом выпуске трудов семинара, который полностью посвящен конференции, имеется перевод почти всех докладов (полный или частичный) на русский язык.
На конференции были прочитаны следующие 33 доклада на 11 заседаниях.

### 17 мая
- 17 мая. Утреннее заседание (11 ч.). Председатель — В. Бляшке (Гамбург).

- Э. Бортолотти (Флоренция). Памяти Грегорио Риччи-Курбастро.

- В. Каган (Москва). О целях и задачах конференции.

- Я. А. Схоутен (Делфт). О некоторых целях и проблемах современной дифференциальной геометрии.

- 17 Мая. Вечернее заседание (18 ч.). Председатель — Э. Картан (Париж). (Совместное заседание конференции, Московского математического общества и Научно-исследовательского института математики и механики.)

- В. Бляшке (Гамбург). О геометрии тканей.

- Г. Мандель (Ленинград). Единая теория электромагнитного и гравитационного полей.

- В. Вагнер (Москва). Дифференциальная геометрия неголономных многообразий.

### 18 мая
- 18 мая. Утреннее заседание (10 ч.). Председатель — Я. А. Схоутен (Делфт).

- Э. Картан (Париж). Пространства Финслера.

- А. Душек (Вена). О геометрическом вариационном исчислении.

- Ю. Румер (Москва). О геометрическом истолковании материи в общей теории относительности.

- 18 Мая. Вечернее заседание (19 ч.). Председатель — Я. А. Схоутен (Делфт). (Совместное заседание конференции и семинара по тензорному исчислению.)

- В. Хлавати (Прага). Пространства Кёнига.

- Ц. Бурстин (Минск). К учению о классе квадратичной дифференциальной формы.

- Г. Гуревич (Москва). Об алгебре тривектора.

### 20 мая
- 20 мая. Утреннее заседание (10 ч.). Председатель — Э. Бортолотти (Флоренция).

- Э. Картан (Париж). Пространства проективной связности.

- Э. Келер (Гамбург). Об одном обобщении теории систем пфаффа.

- Д. Синцов (Харьков). О геометрии монжевых уравнений.

- 20 Мая. Вечернее заседание (17 ч.). Председатель — В. Хлавати (Прага). (Совместное заседание конференции и семинара по тензорному исчислению.)

- П. Рашевский (Москва). О «шестиугольном» параллельном перенесении.

- Я. Дубнов (Москва). Тензорные характеристики некоторых классов поверхностей и принадлежащих им сетей.

- А. Норден (Москва). О парах сопряжённых перенесений.

### 21 мая
- 21 мая. Утреннее заседание (10 ч.). Председатель — А. Душек (Вена).

- В. Каган (Москва). О метрической двойственности в римановом пространстве.

- Э. Бортолотти (Флоренция). Метод Д. Витали в геометрических исследованиях: функциональное представление и обобщённое абсолютное исчисление.

- Г. Шапиро (Москва). О пересадке систем кривых и параллельного перенесения.

- А. Лопшиц (Москва). Системы неголономных связей в многомерном евклидовом пространстве.

### 22 мая
- 22 мая. Утреннее заседание (10 ч.). Председатель — Д. Синцов (Харьков).

- П. Бургатти (Болонья). Общее векторное исчисление.

- С. Фиников (Москва). Об инвариантах Дарбу.

- А. Колмогоров (Москва). Кососимметричные величины и топологические инварианты.

- Н. Чеботарёв (Казань). Об обобщённых поверхностях переноса.

- 22 Мая. Вечернее заседание (18 ч.). Председатель — Ц. Бурстин (Минск).

- А. Гоборский (Краков). Доклад об одной работе, опубликованной совместно со Ст. Голомбом, и постановка новой проблемы.

- Ст. Голомб (Краков). Об аффинных инвариантах кривой многообразия Xp, вложенного в пространство Ln.

- А. Вундгейлер (Варшава). Объекты, инварианты и классификация геометрий.

- Д. Перепёлкин (Москва). О кривых четырёхмерного евклидова пространства, аналогичных кривым Бертрана.

### 23 мая
- 23 мая. Утреннее заседание (10 ч.). Председатель — П. Александров (Москва). (Совместное заседание конференции, Московского математического общества и Научно-исследовательского института математики и механики.)

- Э. Картан (Париж). Топология однородных замкнутых пространств.

- Э. Келер (Гамбург). Основные инварианты алгебраического тела функций.

- В. Бляшке (Гамбург). Сети и основания геометрии.

- 23 Мая. Вечернее заседание (18 ч.). Председатель — Я. А. Схоутен (Делфт). (Заключительное заседание конференции.)

## Список групп учёных для плановой работы
фр. Liste des groupes formés à la séance de clôture (Список групп, сформированных на заключительном заседании). (фр. Lew non du secrétaire est souligné (Секретари подчёркнуты).)
1a. фр. Géometrie des espaces projectives courbes (Геометрия кривых в проективном пространстве).
E. Bortolotti (Э. Бортолотти), S. Finikoff (С. Фиников), V. Hlavatý (В. Хлавати), J. A. Schouten (Я. А. Схоутен), V. Wagner (В. Вагнер), A. Wundheiler (А. Вундгейлер).
1b. фр. Géometrie différentielle projective des congruences et des surfaces (Проективная дифференциальная геометрия конгруэнций и поверхностей).
W. Depoutatow (В. Депутатов), L. Ermolaew (Л. Ермолаев), S. Finikoff (С. Фиников), V. Hlavatý (В. Хлавати), A. Norden (А. Норден).
1c. фр. Le problème d’immersion; les propriétés d’un ordre supérieur (Проблема погружения; свойства более высокого порядка).
E. Bortolotti (Э. Бортолотти), C. Burstin (Ц. Бурстин), G. Gourewitch (Г. Гуревич), A. Lopschitz (А. Лопшиц), N. Moltschanow (Н. Молчанов), A. Wundheiler (А. Вундгейлер).
2a. фр. Systémes des courbes et des surfaces et multiplicités anholonomes (Системы кривых и поверхностей и неголономные многообразия).
J. Dubnow (Я. Дубнов), N. Efimow (Н. Ефимов), V. Hlavatý (В. Хлавати), A. Lopschitz (А. Лопшиц), H. Schapiro (Г. Шапиро).
2b. фр. Géometrie des congruences dans l’espace métrique (Геометрия конгруэнций в метрическом пространстве).
L. Ermolaew (Л. Ермолаев), N. Glagolew (Н. Глаголев), S. Rossinski (С. Россинский).
3. фр. Multivecteurs, Probléme de Pfaff (Мультивекторы, проблема Пфаффа).
C. Burstin (Ц. Бурстин), G. Gourewitch (Г. Гуревич), J. A. Schouten (Я. А. Схоутен).
4a. фр. Forme quadratique angulaire et les espaces de Finsler (Угловая квадратичная форма и пространства Финслера).
E. Bronstein (И. Бронштейн), St. Gołąb (Ст. Голомб), B. Kagan (В. Каган), V. Kostin (В. Костин), Marie Chestopal (Мария Шестопал), V. Wagner (В. Вагнер).
4b. фр. Espaces de Finsler et les autres transports non-linéaires (Пространства Финслера и другие нелинейные переносы).
E. Bortolotti (Э. Бортолотти), A. Duschek (А. Душек), P. Schirokow (П. Широков).
5a. фр. Les méthodes de Cartan dans la géométrie différentielle topologique (Методы Картана в топологической дифференциальной геометрии).
W. Blaschke (В. Бляшке), E. Cartan (Э. Картан), A. Kolmogoroff (А. Колмогоров), Julie Rožanska (Юлия Рожанская).
5b. фр. Géométrie différentielle globale (нем. im Grossen) (Дифференциальная геометрия в целом).
S. Abelsohn (С. Абельсон(?)), S. Bakhwalow (С. Бахвалов), L. Lusternik (Л. Люстерник), L. Schnirelmann (Л. Шнирельман).
5c. фр. Géométrie des tissus (нем. Geometrie der Gewebe) (Геометрия тканей).
W. Blaschke (В. Бляшке), E. Bortolotti (Э. Бортолотти), P. Rachevsky (П. Рашевский).
6. фр. Espaces de Riemann symétriques (Симметричные римановы пространства).
S. Bakhwalow (С. Бахвалов), E. Cartan (Э. Картан), N. Glagolew (Н. Глаголев), D. Perepelkine (Д. Перепёлкин), P. Schirokow (П. Широков), J. A. Schouten (Я. А. Схоутен).
7. фр. Problèmes de déformation (Задачи деформации).
S. Finikoff (С. Фиников), K. Tikhotzky (К. Тихоцкий).
8. фр. Géométrisation des systèmes différentiels (Геометризация дифференциальных систем).
E. Cartan (Э. Картан), A. Wundheiler (А. Вундгейлер).